# Вальденштайн
Вальденштайн (нем. Waldenstein) — коммуна (нем. Gemeinde) в Австрии, в федеральной земле Нижняя Австрия.
Входит в состав округа Гмюнд. Население составляет 1215 человек (на 31 декабря 2005 года). Занимает площадь 22,73 км². Официальный код — 30940.

## Политическая ситуация
Бургомистр коммуны — Алойс Штрондль (АНП) по результатам выборов 2005 года.
Совет представителей коммуны (нем. Gemeinderat) состоит из 19 мест.
- АНП занимает 16 мест.
- СДПА занимает 2 места.
- местный список: 1 место.